# Barbula lavardei
Barbula lavardei är en bladmossart som beskrevs av Robert Zander, Churchill in Churchill och Linares C. 1995. Barbula lavardei ingår i släktet neonmossor, och familjen Pottiaceae. Inga underarter finns listade i Catalogue of Life.